# Uppsala stadshus
Uppsalas stadshus är en byggnad belägen i centrala Uppsala och säte för Uppsala kommuns förvaltning och ledning. 
Planer på att uppföra ett nytt stadshus fanns redan under 1910-talet men blev inte verklighet förrän 1957. Uppsala kommun utlyste en arkitekttävling som vanns av Erik och Tore Ahlséns förslag med namnet ”Fröjas sal”. Bröderna hade tidigare uppfört byggnader vid Vaksalagatan 14 och Kungsgatan 45. Byggnaden uppfördes i Kvarteret Frigg i korsningen mellan Vaksalagatan och Kungsgatan i modernistisk stil och stod färdigt år 1964. Arkitekten Maj Andersson på Ahlséns var verksam i projektet från 1959 fram till 1973.
Huset är sex våningar högt mot Vaksalagatan och tre våningar högt mot Kungsgatan. Dess yttre fasad är av röd älvdalssandsten och den inre av emaljerad plåt.
2014 flyttade stora delar av kommunens verksamhet till Stationsgatan 12. Samtidigt inleddes en om- och tillbyggnad av stadshuset vilket blev klart 2021, det ombyggda stadshuset invigdes i september 2022.